# Ehrlich
Ehrlich:
- Candice Michelle Beckman-Ehrlich (º  1978), uma lutadora de wrestling profissional americana
- Eugen Ehrlich (1862, Czernowitz – 1922), um advogado e sociólogo legal bucovinão
- Paul Ehrlich (1854, Strehlen (em polonês/polaco:  Strzelin) – 1915, Bad Homburg), um bacteriologista alemão
- Paul Ralph Ehrlich (1932, Philadelphia), um biólogo americano
- Ricardo Ehrlich (1948, Montevideo) [1]